# Euphorbia livida
Euphorbia livida — вид рослин із родини молочайних (Euphorbiaceae), зростає у ПАР.

## Опис
Це гола рослина 10–20 см заввишки. Листки супротивні; ніжка листка коротка; пластини шкірясті, яйцеподібні, еліптичні або субокруглі, тупі, цілі. Суцвіття невеликі, пазушні. Період цвітіння: пізня весна, літо.

## Поширення
Зростає у ПАР.